# دينيس بيريرا
دينيس بيريرا هو دبلوماسي ومهندس سريلانكي، ولد في 10 أكتوبر 1930 في جامباها ‏ في سريلانكا، وتوفي في 11 أغسطس 2013.